# Javier Díaz Serrano
Javier Díaz Serrano (Madrid, 1 de agosto de 1989) es un  exfutbolista español el cual se desempeñaba como defensa central. Su último equipo fue el Club Deportivo Madridejos.

## Clubes
| Club           | País   | División           | Año       |
| -------------- | ------ | ------------------ | --------- |
| UD Socuéllamos | España | Tercera División   | 2009-2010 |
| UD Socuéllamos | España | Tercera División   | 2010-2011 |
| RSD Alcalá     | España | Segunda División B | 2011-2012 |
| RSD Alcalá     | España | Segunda División B | 2012-2013 |
| UD Socuéllamos | España | Tercera División   | 2013-2014 |
| Zebbug Rangers | Malta  | Premier League     | 2014-2015 |
| CD Madrilejos  | España | Tercera División   | 2017      |